# Kanton Bron
Kanton Bron (francouzsky Canton de Bron) je francouzský kanton v departementu Rhône v regionu Rhône-Alpes. Tvoří ho pouze město Bron.